# Glen Ridge (Florida)
Glen Ridge es un pueblo ubicado en el condado de Palm Beach en el estado estadounidense de Florida. En el Censo de 2010 tenía una población de 219 habitantes y una densidad poblacional de 393,29 personas por km².

## Geografía
Glen Ridge se encuentra ubicado en las coordenadas 26°40′18″N 80°4′32″O / 26.67167, -80.07556. Según la Oficina del Censo de los Estados Unidos, Glen Ridge tiene una superficie total de 0.56 km², de la cual 0.56 km² corresponden a tierra firme y (0%) 0 km² es agua.

## Demografía
Según el censo de 2010, había 219 personas residiendo en Glen Ridge. La densidad de población era de 393,29 hab./km². De los 219 habitantes, Glen Ridge estaba compuesto por el 94.98% blancos, el 1.37% eran afroamericanos, el 0.91% eran amerindios, el 0% eran asiáticos, el 0% eran isleños del Pacífico, el 2.28% eran de otras razas y el 0.46% pertenecían a dos o más razas. Del total de la población el 28.31% eran hispanos o latinos de cualquier raza.